# I Like It (chanson d'Enrique Iglesias)
Pour les articles homonymes, voir I Like It.
Singles par Enrique Iglesias
Cuando Me Enamoro
(2010) Heartbeat
(2010)
Singles par Pitbull
All Night Long
(2010) DJ Got Us Fallin' in Love
(2010)
Pistes de Euphoria
One Day at a Time
I Like It est le premier single de l'album Euphoria du chanteur Enrique Iglesias et du rappeur Pitbull. La chanson a été écrite par Enrique Iglesias, Nadir Khayat, Armando Pérez, Lionel Richie et produite par RedOne.

## Récompenses et nominations
| Année | Cérémonie                    | Récompense                                    | Résultat   |
| ----- | ---------------------------- | --------------------------------------------- | ---------- |
| 2010  | Teen Choice Awards           | Choice Music: Hook Up                         | Nomination |
| 2010  | MTV Video Music Awards       | Best Dance Music Video (Jersey Shore Version) | Nomination |
| 2011  | Billboard Latin Music Awards | Hot Latin Song Of The Year,Vocal Event        | Nomination |

## Liste des pistes
- CD single

1. I Like It (Main Version) - avec Pitbull - 3:52
2. I Like It (Chuckie Remix) - avec Pitbull - 5:34

- Remixes EP[3]

1. I Like It (Avicii remix) - 8:24
2. I Like It (Cahill Club Remix) - 6:31
3. I Like It (Cahill Dub) - 6:30
4. I Like It (Chuckie Dub) - 5:33
5. I Like It (Cahill Vocal Dub) - 6:31
6. I Like It (Chuckie Remix) - 5:33
7. I Like It (Chuckie Radio Mix) - 3:08
8. I Like It (Daddy's Groove Remix) - 7:01
9. I Like It (Sakke Remix) - 3:46

## Classement et certifications
| Classement (2010-2011)                  | Meilleure position |
| --------------------------------------- | ------------------ |
| Allemagne (Media Control AG)            | 10                 |
| Australie (ARIA)                        | 2                  |
| Autriche (Ö3 Austria Top 40)            | 6                  |
| Belgique (Flandre Ultratop 50 Singles)  | 5                  |
| Belgique (Wallonie Ultratop 50 Singles) | 3                  |
| Canada (Hot 100)                        | 1                  |
| Tchéquie (IFPI Rádio)                   | 2                  |
| Danemark (Tracklisten)                  | 8                  |
| Europe (Hot 100)                        | 4                  |
| Finlande (Suomen virallinen lista)      | 8                  |
| France (SNEP)                           | 2                  |
| Italie (FIMI)                           | 18                 |
| Hongrie (Rádiós Top 40)                 | 17                 |
| Hongrie (Single Top 40)                 | 7                  |
| Irlande (IRMA)                          | 4                  |
| Pays-Bas (Nederlandse Top 40)           | 13                 |
| Mexique Classement Radio Airplay        | 18                 |
| Nouvelle-Zélande (RMNZ)                 | 7                  |
| Norvège (VG-lista)                      | 7                  |
| Pologne (ZPAV)                          | 5                  |
| Pologne (Dance Top 50)                  | 9                  |
| Écosse (OCC)                            | 3                  |
| Slovaquie (IFPI Rádio)                  | 4                  |
| Espagne (PROMUSICAE)                    | 4                  |
| Suède (Sverigetopplistan)               | 26                 |
| Suisse (Schweizer Hitparade)            | 6                  |
| Royaume-Uni (UK Singles Chart)          | 3                  |
| États-Unis (Hot 100)                    | 4                  |
| États-Unis (Dance Club Songs)           | 1                  |
| États-Unis (Hot Latin Songs)            | 2                  |
| États-Unis (Latin Pop Airplay)          | 1                  |
| États-Unis (Tropical Airplay)           | 15                 |
| États-Unis (Pop Airplay)                | 2                  |

| Classement (2010)                     | Meilleure position |
| ------------------------------------- | ------------------ |
| Australie Classement single           | 14                 |
| Belgique Classement single (Wallonie) | 29                 |
| Canada Hot 100                        | 17                 |
| Pays-Bas Classement single            | 74                 |
| Europe Hot 100 Singles                | 27                 |
| Allemagne (Media Control AG)          | 60                 |
| Hongrie Classement Radio Aiplay       | 90                 |
| Italie Classement single              | 99                 |
| Suisse Classement single              | 60                 |
| Espagne Classement single             | 19                 |
| Royaume-Uni Classement single         | 51                 |
| États-Unis Billboard Hot 100          | 12                 |
| États-Unis Pop Songs                  | 8                  |
| États-Unis Top Latin Songs            | 30                 |
| États-Unis Hot Dance Club Songs       | 35                 |

| Pays                   | Certifications | Ventes     |
| ---------------------- | -------------- | ---------- |
| Australie ARIA         | 3 × Platine    | 210,000+   |
| Autriche IFPI          | Or             | 15,000+    |
| Belgique BEA           | Or             | 7,500+     |
| Danemark IFPI          | Or             | 15,000+    |
| Allemagne BM           | Or             | 150,000+   |
| Nouvelle-Zélande RIANZ | Or             | 7,500+     |
| Espagne PM             | Platine        | 40,000+    |
| Suisse IFPI            | Or             | 10,000+    |
| États-Unis RIA         | 3 × Platine    | 3,216,000+ |

## Historique de sortie
| Pays             | Date           | Format                            |
| ---------------- | -------------- | --------------------------------- |
| États-Unis       | 3 mai 2010     | téléchargement digital            |
| États-Unis       | 18 mai 2010    | Radio                             |
| Japon Australie  | 30 avril 2010  | téléchargement digital            |
| Royaume-Uni      | June 28, 2010  | CD single, téléchargement digital |
| Allemagne France | 5 juillet 2010 | CD Single                         |